# Prix Langevin
Pour les articles homonymes, voir Langevin.
Ne doit pas être confondu avec le prix Paul-Langevin de  la Société française de physique.
Le prix Langevin est un prix attribué en mathématiques, physique, chimie ou biologie par l'Académie des sciences en hommage à la mémoire des savants français assassinés par les Nazis en 1940-1945. Il a été créé par Paul Langevin après la guerre, à la suite du décès de son gendre, le physicien Jacques Solomon. Il est doté de 1 500 €.

## Lauréats
- 2022 : Cécile Huneau, Chargée de recherche CNRS au Centre de mathématiques Laurent-Schwartz à l’École polytechnique (CMLS - CNRS/École polytechnique)[1].
- 2019 : Alain Walcarius, directeur de recherche au CNRS, directeur du laboratoire de chimie physique et microbiologie pour les matériaux et l’environnement de l’Université de Lorraine et du CNRS[2].
- 2015 : Luc Robbiano, mathématicien, professeur à l'Université Versailles Saint Quentin, au laboratoire de mathématiques, à Versailles[3].
- 2014 : Maria Carla Saleh, biologiste, directeur de l'Unité Virus et interférence ARN, à l'Institut Pasteur de Paris[4].
- 2013 : Julien Barré, physicien[5]
- 2012 : Christian Bruneau, chimiste[6]
- 2011 : Mihai Paun, mathématicien[7]
- 2010 : Pascale Romby, biologiste[8]
- 2009 : Azzedine Bousseksou, chimiste
- 2009 : Charles Favre, mathématicien
- 2008 : Eugene Bogomolny (de), physicien
- 2008 : Gaël Yvert, biologiste
- 2007 : Christian Cros, chimiste
- 2007 : Stanisław Szarek (en), mathématicien
- 2006 : Louis-Pierre Regnault, physicien
- 2005 : Claude Delmas, chimiste
- 2005 : Patrick Dehornoy, mathématicien
- 2004 : Catherine Ledent, biologiste, spécialiste en biologie cellulaire et moléculaire, chercheur à l’Institut de recherche en biologie humaine, à l’Université libre de Bruxelles (Belgique).
- 2004 : Éric Gourgoulhon, physicien, chargé de recherche au CNRS, dans le laboratoire "Univers et théories", à l’Observatoire de Meudon.
- 2003 : Jean-Marc Delort, mathématicien
- 2003 : Yves Gnanou, chimiste
- 2002 : Luc Blanchet, physicien, directeur de recherche au CNRS
- 2002 : Aline Dumuis, biologiste
- 2001 : Tanguy Rivoal, mathématicien
- 2000 : Guy Tran Van Nhieu, biologiste
- 1998 : Jaga Lazowska, biologiste
- 1997 : Roger Guilard, chimiste
- 1995 : Jean-Yves Chemin, mathématicien
- 1991 : Bernard Helffer, mathématicien
- 1989 : Abbas Bahri, mathématicien
- 1987 : Jean-Pierre Bourguignon, mathématicien
- 1986 : Michel Broyer, physicien, spécialiste en physique moléculaire